# Cyanocephalus
Cyanocephalus, biljni rod iz porodiceusnatica smješten u podtribus Hyptidinae, dio tribusa Salviae. Opisan je u Phytotaxa 58: 17. 2012.  Sastoji se od 27 vrsta, uglavnom u Brazilu i Paragvaju;. Na Kubi postoji samo jedna vrsta, ugroženi endem Cyanocephalus pedalipes.

## Vrste
1. Cyanocephalus adpressus (A.St.-Hil. ex Benth.) Harley & J.F.B.Pastore
2. Cyanocephalus apertiflorus (Epling) Harley & J.F.B.Pastore
3. Cyanocephalus bombycinus (Epling) Harley & J.F.B.Pastore
4. Cyanocephalus caprariifolius (Pohl ex Benth.) Harley & J.F.B.Pastore
5. Cyanocephalus cardiophyllus (Pohl ex Benth.) Harley & J.F.B.Pastore
6. Cyanocephalus coriaceus (Benth.) Harley & J.F.B.Pastore
7. Cyanocephalus cretatus (Epling) Harley & J.F.B.Pastore
8. Cyanocephalus cuneatus (Pohl ex Benth.) Harley & J.F.B.Pastore
9. Cyanocephalus delicatulus (Harley) Harley & J.F.B.Pastore
10. Cyanocephalus desertorum (Pohl ex Benth.) Harley & J.F.B.Pastore
11. Cyanocephalus digitatus (Harley) Harley & J.F.B.Pastore
12. Cyanocephalus glocimarii Harley & J.F.B.Pastore
13. Cyanocephalus incanus (Briq.) Harley & J.F.B.Pastore
14. Cyanocephalus lanatus (Pohl ex Benth.) Harley & J.F.B.Pastore
15. Cyanocephalus lippioides (Pohl ex Benth.) Harley & J.F.B.Pastore
16. Cyanocephalus nitidulus (Benth.) Harley & J.F.B.Pastore
17. Cyanocephalus pedalipes (Griseb.) Harley & J.F.B.Pastore
18. Cyanocephalus peduncularis (Benth.) Harley & J.F.B.Pastore
19. Cyanocephalus poliodes (Briq.) Harley & J.F.B.Pastore
20. Cyanocephalus rugosus (Benth.) Harley & J.F.B.Pastore
21. Cyanocephalus selaginifolius (Mart. ex Benth.) Harley & J.F.B.Pastore
22. Cyanocephalus tacianae (Harley) Harley & J.F.B.Pastore
23. Cyanocephalus tagetifolius (Harley) Harley & J.F.B.Pastore
24. Cyanocephalus tenuifolius (Epling) Harley & J.F.B.Pastore
25. Cyanocephalus tripartitus (Briq.) Harley & J.F.B.Pastore
26. Cyanocephalus veadeiroensis Antar & Harley
27. Cyanocephalus viaticus (Harley) Harley & J.F.B.Pastore

## Sinonimi
- Hyptis sect.Cyanocephalus Pohl ex Benth.